# Twice2
#Twice2 (estilizado en mayúsculas) es el segundo álbum recopilatorio japonés del grupo de chicas surcoreano Twice. Consiste en las versiones en coreano y en japonés de «Likey», «Heart Shaker», «What is Love?», «Dance the Night Away» y «Yes or Yes». Fue publicado el 6 de marzo de 2019 por Warner Music Japan.

## Antecedentes y lanzamiento
En enero de 2019 fue anunciado el lanzamiento del segundo álbum recopilatorio japonés de Twice, #Twice2, además de su gira de domos japonesa #Dreamday a finales de ese mes. Las versiones en japonés de «Likey» y «What is Love?» fueron previamente publicadas de manera digital el 11 de enero y 7 de febrero,  respectivamente.
El 27 de septiembre de 2023 fue publicada una versión en LP del álbum.

## Lista de canciones
| Digital y CD |                                           |          |  |
| N.º          | Título                                    | Duración |  |
| 1.           | «Likey» (version japonesa)                | 3:27     |  |
| 2.           | «Heart Shaker» (version japonesa)         | 3:06     |  |
| 3.           | «What is Love?» (version japonesa)        | 3:28     |  |
| 4.           | «Dance the Night Away» (version japonesa) | 3:02     |  |
| 5.           | «Yes or Yes» (version japonesa)           | 3:57     |  |
| 19:00        |                                           |          |  |

| Solo CD |                        |          |  |
| N.º     | Título                 | Duración |  |
| 6.      | «Likey»                | 3:27     |  |
| 7.      | «Heart Shaker»         | 3:06     |  |
| 8.      | «What is Love?»        | 3:28     |  |
| 9.      | «Dance the Night Away» | 3:02     |  |
| 10.     | «Yes or Yes»           | 3:57     |  |
| 34:00   |                        |          |  |

## Historial de lanzamiento
| Región | Fecha                    | Formato                       | Discográfica       |
| ------ | ------------------------ | ----------------------------- | ------------------ |
| Varios | 6 de marzo de 2019       | CD descarga digital streaming | Warner Music Japan |
| Japón  | 27 de septiembre de 2023 | LP                            | Warner Music Japan |